# Henjimuttenahalli, Challakere
Henjimuttenahalli là một làng thuộc tehsil Challakere, huyện Chitradurga, bang Karnataka, Ấn Độ.